# Sonja Kirchberger

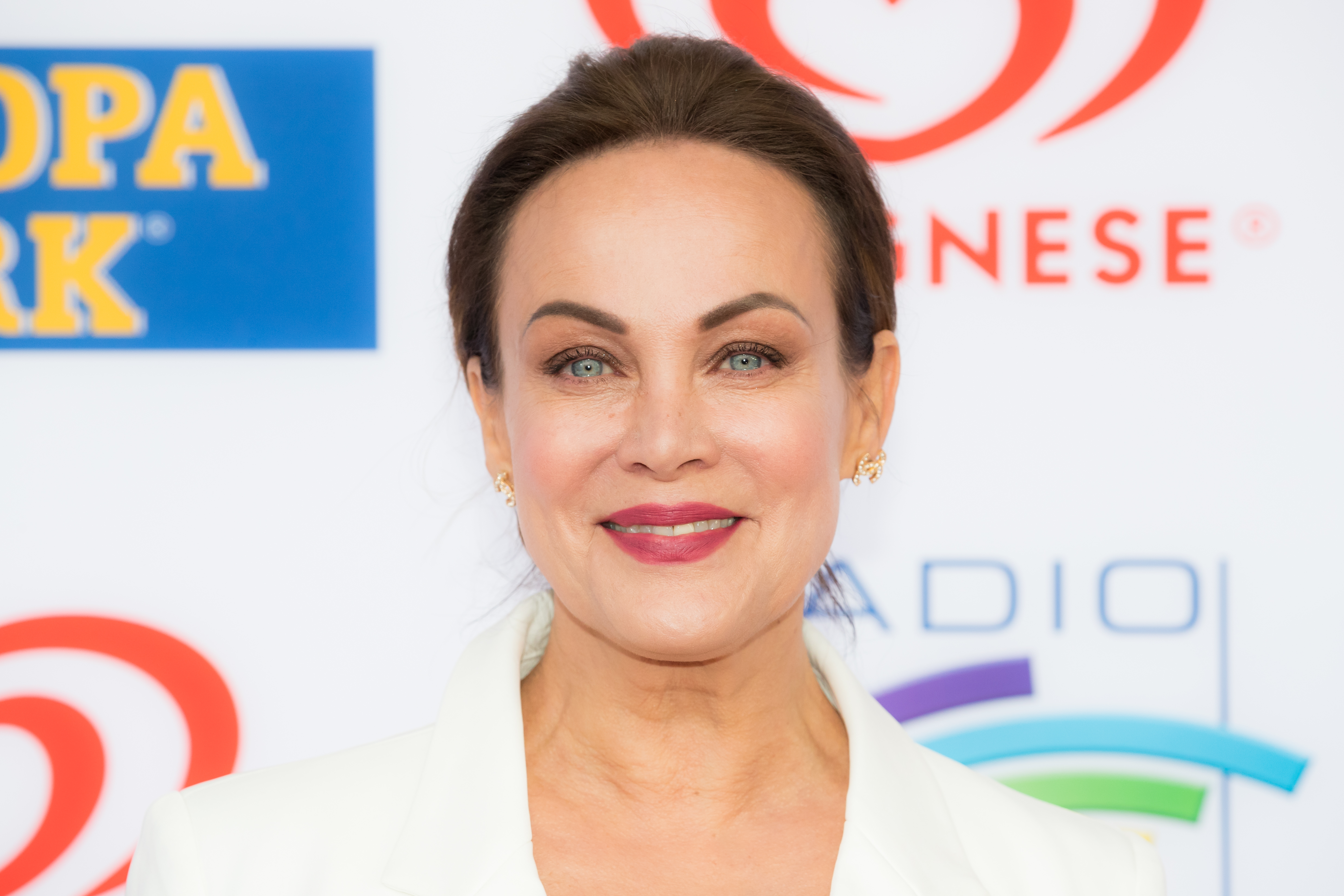
Sonja Kirchberger, 2019

Sonja Kirchberger (* 9. November 1964 in Wien) ist eine österreichische Schauspielerin und Synchronsprecherin. Ihren Durchbruch hatte sie 1988 als Coco in dem Erotikfilm Die Venusfalle. Von 2000 bis 2003 spielte sie die Titelrolle in der Krimireihe Kommissarin Göllner.

## Leben und Karriere

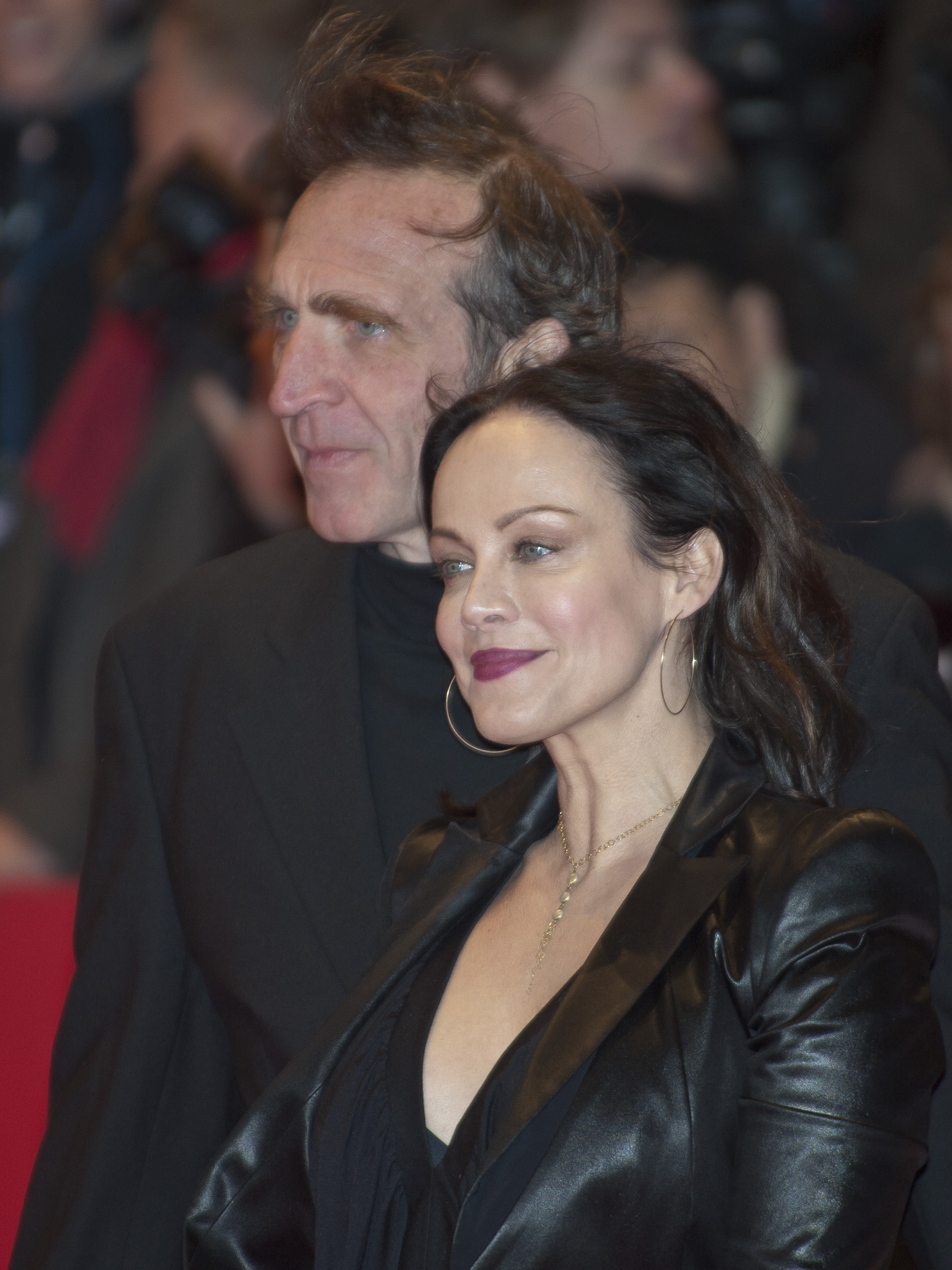
Sonja Kirchberger mit Jochen Nickel auf der Berlinale 2011

Sonja Kirchberger wuchs mit drei Brüdern auf. Sie absolvierte eine zehnjährige Ausbildung in Klassischem Tanz. Sie war als Kind von 1974 bis 1978 Tänzerin im Ballett der Wiener Staatsoper. Danach arbeitete sie als Zahntechnikerin und Fotomodell.
Regisseur Robert van Ackeren entdeckte Kirchberger nach eigenen Angaben in einem Möbelkatalog und gab ihr 1988 auf Anhieb eine Hauptrolle in seinem Erotikfilm Die Venusfalle (seit Mitte der 1990er Jahre erzählt sie in ihren Interviews allerdings, dass es sich damals in Wirklichkeit um ein Erotikmagazin gehandelt habe). In diesem Film wurde sie als Coco (eine schöne, aber gefährliche Verführerin) einem großen Publikum bekannt. Danach nahm sie Schauspiel-, Sprech- und Gesangsunterricht, wofür sie drei Jahre in Los Angeles verbrachte. In den 1990er Jahren wurde Kirchberger dann eine der bekanntesten Darstellerinnen des deutschsprachigen Films. In Dieter Wedels Fernsehmehrteiler Der König von St. Pauli knüpfte sie 1998 mit einem gekonnten Striptease wieder an den Beginn ihrer Karriere an. Immer wieder wurde sie in erotikbetonten Rollen eingesetzt. Im Jahr 2000 bekam sie mit Kommissarin Göllner ihre erste eigene Fernsehreihe von RTL. Sie spielte die Titelrolle der Anna Göllner, die im Sittendezernat in Frankfurt am Main ermittelt, wo sie den Fällen aus dem Rotlichtmilieu zugeteilt ist. 2009 besetzte sie Regisseur Thomas Freundner als böse Stiefmutter und Königin in dem Märchenfilm Schneewittchen aus der ARD-Reihe Sechs auf einen Streich. Von 2020 bis 2021 war sie in der ZDF-Serie Blutige Anfänger als Archivarin Ulla Nowak zu sehen.
Neben ihren Arbeiten vor der Kamera steht Kirchberger auch wiederholt auf der Theaterbühne. Dreimal verkörperte sie z. B. im Berliner Dom die Buhlschaft im Jedermann (1996, 1997 und 2001). 2006 spielte sie bei den Wormser Nibelungenfestspielen die Rolle der Isolde (eine enge Vertraute der Brünhild) und 2005 las sie in Wien die Vagina-Monologe. 2015 spielte sie bei den Bad Hersfelder Festspielen unter der Regie von Dieter Wedel ihrer Ansicht nach ihre erste komische Bühnenrolle. Darüber hinaus betätigt sie sich als Synchronsprecherin.
2016 nahm sie an der 9. Staffel der RTL-Tanzshow Let’s Dance teil. Ihr Tanzpartner war zunächst Ilia Russo, der jedoch vor der vierten Sendung wegen eines Hexenschusses ausschied. Die Nachfolge übernahm Vadim Garbuzov. 2020 nahm Kirchberger an der RTL-Sendung Ich bin ein Star – Holt mich hier raus! teil und belegte den neunten Platz.
Kirchberger ist Mutter einer Tochter (* 1985, aus einer fünfjährigen Beziehung) und eines Sohnes (* 1998). Sie war mit ihrem Schauspielkollegen Jochen Nickel von 2001 bis 2012 liiert und lebte mit ihm einige Jahre auf Mallorca, zwischenzeitlich hatte sie ihren Hauptwohnsitz in Berlin. Mittlerweile betreibt sie mit ihrem argentinischen Freund ein Restaurant auf Mallorca. Ihre Nichte ist die Fußballspielerin Virginia Kirchberger.

## Filmografie

### Kinofilme
- 1988: Die Venusfalle
- 1991: Sisi und der Kaiserkuß
- 1992: Die wahre Geschichte von Männern und Frauen
- 1992: Es lebe die Liebe, der Papst und das Puff...
- 1993: Amok
- 1996: Peanuts – Die Bank zahlt alles
- 1996: Seven Servants
- 1997: El Chicko – Der Verdacht
- 2005: Felix – Ein Hase auf Weltreise (Stimme Fledermaus)
- 2007: Neues vom WiXXer
- 2009: Isch kandidiere
- 2013: Quellen des Lebens
- 2014: Tom Sawyer & Huckleberry Finn
- 2016: Gut zu Vögeln
- 2018: Klassentreffen 1.0

### Fernsehfilme
- 1991: Alarmstufe 1
- 1993: Der blaue Diamant
- 1996: Blinde Augen klagen an
- 1996: Die Geliebte und der Priester
- 1996: Tanz auf dem Vulkan (Dreiteiler)
- 1998: Der König von St. Pauli (Sechsteiler)
- 1998: Der Mädchenmord
- 2000: Der Runner
- 2001: Lenya – Die größte Kriegerin aller Zeiten
- 2001: Umwege des Herzens
- 2001: Aszendent Liebe
- 2003: Sommernachtstod
- 2003: Ihr schwerster Fall: Mord am Pool
- 2004: Das unbezähmbare Herz
- 2005: Alpenglühen zwei – Liebe versetzt Berge
- 2005: Endlich Urlaub!
- 2006: Rose unter Dornen (Zweiteiler)
- 2006: Willkommen in Lüsgraf
- 2006: Pik & Amadeus – Freunde wider Willen
- 2007: Molly & Mops
- 2007: Die Zürcher Verlobung – Drehbuch zur Liebe
- 2008: Mit dir die Sterne sehen
- 2008: Die Bienen – Tödliche Bedrohung
- 2009: Schneewittchen
- 2010: Der Psycho Pate
- 2011: Liebe und Tod auf Java
- 2012: Lebe dein Leben
- 2012: Der Ballermann – Ein Bulle auf Mallorca
- 2013: Großer Mann ganz klein!

### Fernsehserien und -reihen
- 1989: Zwei Münchner in Hamburg (Folge 1x12 Die Traumreise)
- 1990: Peter Strohm (Folge Einsteins Tod)
- 1993: Glückliche Reise – Sun City
- 1993: Sylter Geschichten
- 1994: Anwalt Abel (Folge 5x02 Rufmord)
- 1996: Klinik unter Palmen (3 Folgen)
- 1996: Guten Morgen Mallorca! (Folge Ehebruch)
- 1999: Benzin im Blut
- 2000–2003: Kommissarin Göllner (3 Folgen)
- 2000: Utta Danella – Der schwarze Spiegel (Folge 1x01)
- 2002: Einsatz in Hamburg – Rückkehr des Teufels (Folge 1x03)
- 2003: Denninger – Der Mallorcakrimi (Folge 1x03 Mörderischer Cocktail)
- 2005: Wilde Engel (Folge 2x04 Drei Engel für ein Halleluja)
- 2005: Agathe kann’s nicht lassen (Folge 1x02 Alles oder nichts)
- 2006: Die Märchenstunde (Folge 1x03 Zwerg Nase – Vier Fäuste für ein Zauberkraut)
- 2006: Mord in bester Gesellschaft (Folge 1x01)
- 2007: Das Traumhotel – Dubai – Abu Dhabi (Folge 1x08)
- 2007: Die Märchenstunde (Folge 3x02 Aschenputtel – Für eine Handvoll Tauben)
- 2007, 2009: Ein Fall für zwei (Folgen 27x08, 29x08)
- 2008: Dell & Richthoven (Folge Knast oder Cognac)
- 2010: Pfarrer Braun: Schwein gehabt! (Folge 1x17)
- 2010: Inga Lindström – Schatten der Vergangenheit (Folge 1x36)
- 2010: Der Kriminalist (Folge 5x07 Der Tod eines Begleiters)
- 2011, 2012: Der letzte Bulle (Folgen 2x04, 3x12)
- 2012: Das Traumhotel – Vietnam (Folge 1x17)
- 2012: Küstenwache (Folge 15x23 Die Bernsteinhexe)
- 2012: Alarm für Cobra 11 – Die Autobahnpolizei (Folge 32x03 Operation Hiob)
- 2012: Es kommt noch dicker (Folge 1x05 Kinder)
- 2012: SOKO Stuttgart (Folge 4x14 Um Haaresbreite)
- 2013: Polizeiruf 110: Laufsteg in den Tod (Folge 1x334)
- 2013: SOKO München (Folge 39x05 Der Schrat)
- 2013: Familie Dr. Kleist (Folge 5x06 Rückzug)
- 2014: SOKO Donau (Folge 9x12 Ein ungelebtes Leben)
- 2015: Ein Fall für zwei (Folge 5x5 Der blinde Fleck)
- 2017: Schnell ermittelt (Folge Einsamkeit)
- 2017: Kommissarin Lucas – Löwenherz (Folge 1x26)
- 2017: Kreuzfahrt ins Glück – Hochzeitsreise nach Sardinien
- 2018: Die Inselärztin: Notfall im Paradies (Folge 1x02)
- 2019: SOKO Stuttgart (Folge Good Vibrations)
- 2020–2021: Blutige Anfänger
- 2023: Der König von Palma
- 2024: Lena Lorenz: Benita und Muck

### Fernsehshows
- 2016: Let’s Dance (Staffel 9)
- 2020: Ich bin ein Star – Holt mich hier raus! (Staffel 14)

## Auszeichnungen
- 2018: Pfeifenraucher des Jahres (Erstmals wurde eine Frau ausgezeichnet)[10]